# كايلي آدامز
كايلي آدامز (بالإنجليزية: Kylie Adams)‏ (1967)؛ روائية أمريكية.